# Грабен-Нойдорф

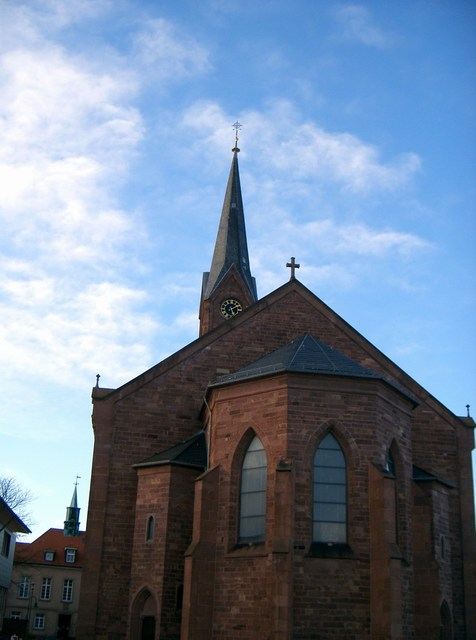
Церковь

Грабен-Нойдорф (нем. Graben-Neudorf) — община в Германии, в земле Баден-Вюртемберг. 
Подчиняется административному округу Карлсруэ. Входит в состав района Карлсруэ.  Население составляет 11 611 человек (на 31 декабря 2010 года). Занимает площадь 28,80 км².